# Eupithecia ponderata
Eupithecia ponderata là một loài bướm đêm trong họ Geometridae.